# U-624 (tàu ngầm Đức)
U-624 là một tàu ngầm tấn công  Lớp Type VII thuộc phân lớp Type VIIC được Hải quân Đức Quốc Xã chế tạo trong Chiến tranh Thế giới thứ hai. Nhập biên chế năm 1942, nó đã thực hiện được hai chuyến tuần tra, đánh chìm năm tàu buôn và ba tàu chiến với tổng tải trọng 39.855 GRT và 873 tấn, đồng thời gây hư hại cho một tàu buôn tải trọng 5.432 GRT. Trong chuyến tuần tra cuối cùng, U-624 bị một máy bay ném bom B-17 Flying Fortress của Không quân Hoàng gia Anh thả mìn sâu đánh chìm trong Đại Tây Dương vào ngày 7 tháng 2, 1943.

## Thiết kế và chế tạo

### Thiết kế

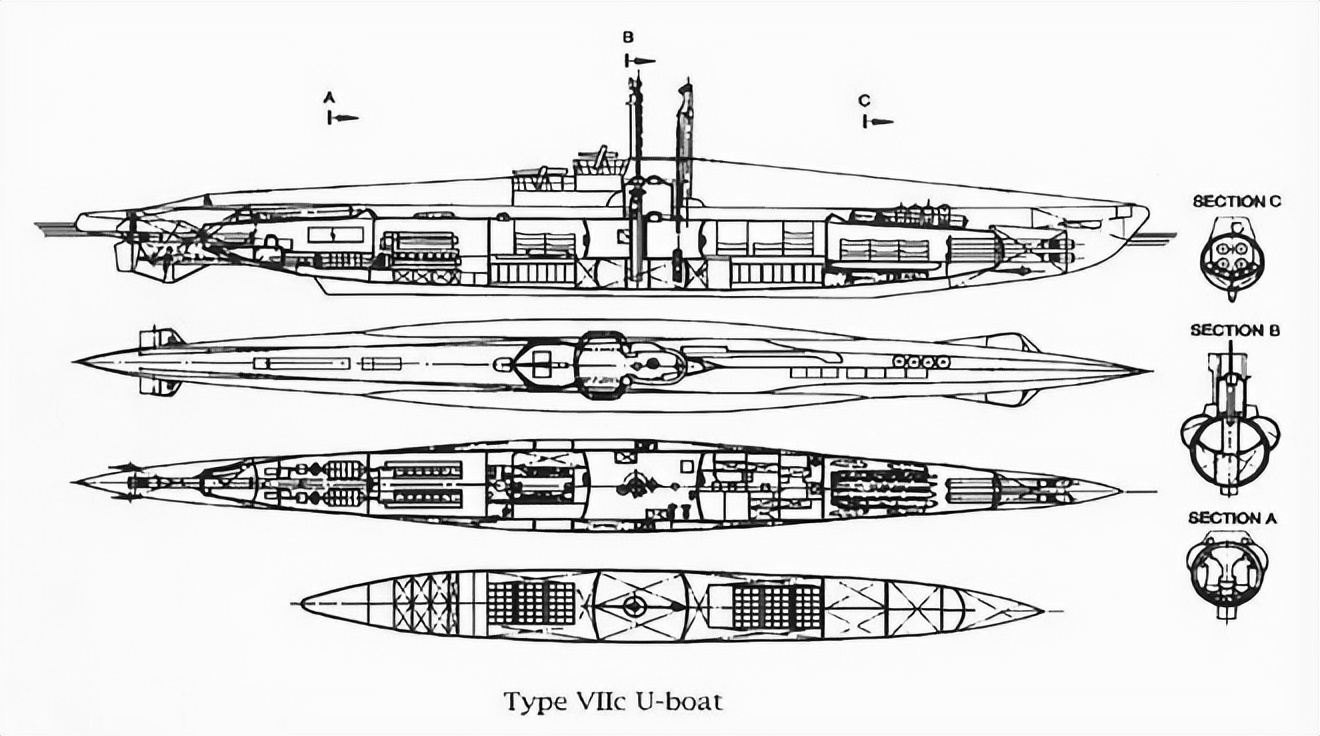
Sơ đồ các mặt cắt một tàu ngầm Type VIIC

Phân lớp VIIC của Tàu ngầm Type VII là một phiên bản VIIB được kéo dài thêm. Chúng có trọng lượng choán nước 769 t (757 tấn Anh) khi nổi và 871 t (857 tấn Anh) khi lặn). Con tàu có chiều dài chung 67,10 m (220 ft 2 in), lớp vỏ trong chịu áp lực dài 50,50 m (165 ft 8 in), mạn tàu rộng 6,20 m (20 ft 4 in), chiều cao 9,60 m (31 ft 6 in) và mớn nước 4,74 m (15 ft 7 in).
Chúng trang bị hai động cơ diesel Germaniawerft F46 siêu tăng áp 6-xy lanh 4 thì, tổng công suất 2.800–3.200 PS (2.100–2.400 kW; 2.800–3.200 bhp), dẫn động hai trục chân vịt đường kính 1,23 m (4,0 ft), cho phép đạt tốc độ tối đa 17,7 kn (32,8 km/h), và tầm hoạt động tối đa 8.500 nmi (15.700 km) khi đi tốc độ đường trường 10 kn (19 km/h). Khi đi ngầm dưới nước, chúng sử dụng hai động cơ/máy phát điện Garbe, Lahmeyer & Co. RP 137/c  tổng công suất 750 PS (550 kW; 740 shp). Tốc độ tối đa khi lặn là 7,6 kn (14,1 km/h), và tầm hoạt động 80 nmi (150 km) ở tốc độ 4 kn (7,4 km/h). Con tàu có khả năng lặn sâu đến 230 m (750 ft).
Vũ khí trang bị có năm ống phóng ngư lôi 53,3 cm (21 in), bao gồm bốn ống trước mũi và một ống phía đuôi, và mang theo tổng cộng 14 quả ngư lôi, hoặc tối đa 22 quả thủy lôi TMA, hoặc 33 quả TMB. Tàu ngầm Type VIIC bố trí một hải pháo 8,8 cm SK C/35 cùng một pháo phòng không 2 cm (0,79 in) trên boong tàu. Thủy thủ đoàn bao gồm 4 sĩ quan và 40-56 thủy thủ.

### Chế tạo
U-624 được đặt hàng vào ngày 15 tháng 8, 1940, và được đặt lườn tại xưởng tàu của hãng Blohm & Voss ở Hamburg vào ngày 15 tháng 7, 1941. Nó được hạ thủy vào ngày 31 tháng 3, 1942, và nhập biên chế cùng Hải quân Đức Quốc Xã vào ngày 28 tháng 5, 1942 dưới quyền chỉ huy của Hạm trưởng, Đại úy Hải quân Ulrich Graf von Soden-Fraunhofen.

## Lịch sử hoạt động
Sau khi hoàn tất việc huấn luyện trong thành phần Chi hạm đội U-boat 8, U-624 được điều sang Chi hạm đội U-boat 7 từ ngày 1 tháng 10, 1942 để hoạt động trên tuyến đầu cho đến khi bị mất.

### Chuyến tuần tra thứ nhất
U-624 khởi hành từ cảng Kiel, Đức vào ngày 10 tháng 10, 1942 cho chuyến tuần tra đầu tiên trong chiến tranh. Nó tiến ra Bắc Hải, rồi băng qua khe GI-UK giữa Iceland và quần đảo Faroe để vòng qua quần đảo Anh và hoạt động tại khu vực Trung tâm Bắc Đại Tây Dương. Vào ngày 29 tháng 10, lúc 03 giờ 05 phút, nó phóng ngư lôi kết liễu chiếc tàu xưởng săn cá voi Na Uy Kosmos II 16.966 GRT, vốn thuộc Đoàn tàu HX-212 và đã hư hại do trúng ngư lôi từ tàu ngầm U-606 một ngày trước đó. U-624 còn được ghi công đánh chìm các xuồng đổ bộ HMS LCT-2190, HMS LCT-2192 và HMS LCT-2284 (mỗi chiếc tải trọng 291 tấn), do Kosmos II vận chuyển và bị mất khi Kosmos II đắm. Đến 03 giờ 05 phút cùng ngày hôm đó, U-624 đánh chìm chiếc tàu chở dầu Hoa Kỳ Pan-New York 7.701 GRT cùng thuộc Đoàn tàu HX-212, ở vị trí khoảng 550 nmi (1.020 km) về phía Tây Malin Head, Ireland.
Đến ngày 18 tháng 11, U-624 phóng ngư lôi tấn công Đoàn tàu ONS-144 ở vị trí về phía Nam mũi Farewell, Greenland, đánh chìm chiếc tàu chở dầu Anh President Sergent 5.344 GRT và tàu buôn Hoa Kỳ Parismina 4.732 GRT, đồng thời gây hư hại cho chiếc tàu buôn Hoa Kỳ Yaka 5.432 GRT. Chiếc U-boat kết thúc chuyến tuần tra và đi đến cảng St. Nazaire bên bờ Đại Tây Dương của Pháp đã bị Đức chiếm đóng, đến nơi vào ngày 4 tháng 12.

### Chuyến tuần tra thứ hai – Bị mất
U-624 rời cảng St. Nazaire vào ngày 7 tháng 1, 1943 cho chuyến tuần tra thứ hai, cũng là chuyến cuối cùng để hoạt động tại khu vực Bắc Đại Tây Dương về phía Đông Nam Greenland. Vào ngày 25 tháng 1, nó phóng ngư lôi đánh chìm chiếc tàu buôn Anh Lackenby 5.112 GRT, vốn bị tụt lại phía sau Đoàn tàu SC-117, ở vị trí về phía Nam mũi Farewell, Greenland.
Đến ngày 7 tháng 2, chiếc tàu ngầm bị phát hiện khi đang di chuyển trên mặt nước để gửi một báo cáo dài về chi tiết cuộc tấn công nhắm vào Đoàn tàu SC-118 vào đêm hôm trước. Một máy bay ném bom B-17 Flying Fortress thuộc Liên đội 220 Không quân Hoàng gia Anh xuất phát từ Londonderry, Bắc Ireland đã thả mìn sâu tấn công, đánh chìm U-624 tại tọa độ 55°42′B 26°17′T / 55,7°B 26,283°T. Toàn bộ 45 thành viên thủy thủ đoàn của U-624 đều đã tử trận.

### "Bầy sói" tham gia
U-624 từng tham gia năm bầy sói:
- Puma (23 – 29 tháng 10, 1942)
- Natter (30 tháng 10, – 8 tháng 11, 1942)
- Kreuzotter (8 – 24 tháng 11, 1942)
- Habicht (10 – 19 tháng 1, 1943)
- Haudegen (19 tháng 1, – 7 tháng 2, 1943)

### Tóm tắt chiến công
U-624 đã đánh chìm được năm tàu buôn và ba tàu chiến với tổng tải trọng 39.855 GRT và 873 tấn, đồng thời gây hư hại cho một tàu buôn tải trọng 5.432 GRT:
| Ngày              | Tên tàu           | Quốc tịch              | Tải trọng | Số phận      |
| ----------------- | ----------------- | ---------------------- | --------- | ------------ |
| 29 tháng 10, 1942 | Kosmos II         | Norway                 | 16.966    | Bị đánh chìm |
| 29 tháng 10, 1942 | HMS LCT-2190      | Hải quân Hoàng gia Anh | 291       | Bị đánh chìm |
| 29 tháng 10, 1942 | HMS LCT-2192      | Hải quân Hoàng gia Anh | 291       | Bị đánh chìm |
| 29 tháng 10, 1942 | HMS LCT-2284      | Hải quân Hoàng gia Anh | 291       | Bị đánh chìm |
| 29 tháng 10, 1942 | Pan-New York      | United States          | 7.701     | Bị đánh chìm |
| 18 tháng 11, 1942 | President Sergent | United Kingdom         | 5.344     | Bị đánh chìm |
| 18 tháng 11, 1942 | Parismina         | United States          | 4.732     | Bị đánh chìm |
| 18 tháng 11, 1942 | Yaka              | United States          | 5.432     | Bị hư hại    |
| 25 tháng 1, 1943  | Lackenby          | United Kingdom         | 5.112     | Bị đánh chìm |